# Creu de terme de l'Aguda
La Creu de terme de l'Aguda és una creu de terme de Torà (Solsonès) inclosa a l'Inventari del Patrimoni Arquitectònic de Catalunya.

## Descripció
Creu de terme situada al peu de la carretera C-1412, al km 22,2, al costat de Can Birrot. Té base esgraonada de dos nivells, un sòcol de quatre cares, fust octogonal allargat i culmina amb una petita creu metàl·lica. Té una alçada aproximada d'uns 4 metres. L'estat de conservació és deficient i es veu que no està cuidada.